# Nogi Maresuke
Nogi Maresuke (乃木希典?; Edo, 25 dicembre 1849 – Tokyo, 13 settembre 1912) è stato un militare e politico giapponese, insignito delle più importanti onorificenze del paese.
Nel corso della sua carriera, riuscì a raggiungere i vertici della gerarchia militare e gli furono conferiti anche dei titoli nobiliari di danshaku e hakushaku, equivalenti al barone e al conte europeo, per via delle sue importanti vittorie nella prima guerra sino-giapponese e nella guerra russo-giapponese.

## Biografia
Figlio di un samurai, con il grado di maggiore, comandò il quattordicesimo reggimento di fanteria a Kokura e partecipò alla repressione della ribellione Hagi del 1876, ma l'anno seguente la sua unità perse le insegne di guerra mentre difendeva il castello di Kumamoto dai ribelli di Saigō Takamori, durante la ribellione di Satsuma. Offrì all'imperatore Meiji di suicidarsi, ma questo glielo proibì. Durante la prima guerra sino-giapponese, con il grado di generale di brigata, comandò un reparto e partecipò alla cattura di Port Arthur. Ricoprì la carica di governatore generale di Taiwan tra l'ottobre 1896 e il febbraio 1898, quando l'abbandonò per via di alcuni problemi di salute, venendo sostituito da Kodama Gentarō.
Nel febbraio 1904, venne richiamato e messo al comando della divisione imperiale della guardia della prima armata, ma venne ben presto rimpiazzato dal generale di divisione Hasegawa Yoshimichi. Il 2 maggio, venne posto al comando della terza armata e, a giugno, promosso generale. Comandò i suoi uomini nel lungo assedio di Port Arthur, battaglia anticipatrice dei duri combattimenti di trincea della prima guerra mondiale. Impose ai suoi sanguinosissimi scontri con i russi e arrivò a perdere 15.000 uomini nella giornata centrale della lotta per Quota 203, dove cadde anche Yasunori, il suo figlio più giovane, mentre il più anziano, Katsusuke, era morto il 30 maggio 1904, per le ferite riportate quattro giorni prima nella battaglia di Nanshan.
Quando incontrò il suo avversario russo, il generale Stessel', per la resa della piazzaforte il 2 gennaio 1905, questi gli porse le condoglianze per il suo duplice lutto, al che rispose impassibile: "sono felice che i miei due figli abbiano potuto offrire la loro vita per la patria". Le perdite totali giapponesi nell'assedio, durato in totale cinque mesi, ammontarono a 57.780 uomini, mentre per i russi le perdite furono di circa 36.000 uomini, che comprendono morti, feriti e dispersi. Lasciò a Port Arthur una guarnigione e si unì al resto dell'esercito giapponese, partecipando alla battaglia di Mukden.
Nel 1911, in occasione dell'incoronazione di Giorgio V, visitò il Regno Unito e conobbe Robert Baden-Powell, il fondatore dello scautismo. Al ritorno in patria, contribuì in maniera determinante alla diffusione dello scautismo in Giappone. Scelse di onorare la tradizione samurai, commettendo seppuku pochi giorni dopo i funerali dell'imperatore Mutsuhito, il sovrano che aveva servito fedelmente per decenni, nonostante tutto il mondo politico e militare gli chiedesse di non farlo. Nel suo ultimo gesto, fu accompagnato dalla moglie Shizuko, che commise jigai al suo fianco.